# Svatoslav (kníže)
Svatoslav (latinsky Zuentislan) (9. století? – 9. století?) byl český kníže známý jako účastník bitvy u Vltavy v roce 872. Jeho jméno si lze vyložit jako "velmi slavný".

## Život
Jediný záznam o knížeti Svatoslavovi pochází z Fuldských letopisů, když se 5, možná 6 knížat (včetně Bořivoje I.) utkalo s franským vojskem na neznámém místě u řeky Vltavy v roce 872. Česká knížata bitvu u Vltavy prohrála. Někteří zemřeli v přímém boji s Franky, jiní utonuli ve Vltavě, ale ti, kteří mohli, se uchýlili do svých hradišť, kde si na ně Frankové už netroufli. Další zmínky o Svatoslavovi se nedochovaly, dokonce není jisté, zda střetnutí u Vltavy vůbec přežil.